# Kassari
Kassari (njemački: Kassargen) je estonski otok u Baltičkom moru u blizini otoka Hiiumaa. Površina otoka je 19,3 km2, najviši vrh visok je 15 metara. Na otoku živi oko 300 stanovnika, dok je prosječna gustoća naseljenosti 15,5 stan./km². Na otoku je rođen estonsko finski pisac Aino Kallas.

## Vanjske poveznice
|  | Zajednički poslužitelj ima još gradiva o temi Kassari |

- Informacije o otoku  Arhivirana inačica izvorne stranice od 22. veljače 2005. (Wayback Machine)